# پریش مورهاوس (لوئیزیانا)
مورهاوس پریش (به انگلیسی: Morehouse Parish) یک قصبه در ایالات متحده آمریکا است که در لوئیزیانا واقع شده‌است.

## خصوصیات
مورهاوس پریش ۲٬۰۸۷٫۵۴ کیلومترمربع مساحت دارد.